# Avföringsinkontinens
Avföringsinkontinens/analinkontinens är en form av inkontinens där individen har nedsatt kontroll över avföringen. Orsaker inkluderar skador efter förlossning, muskelsvaghet, hemorrojder, förstoppning, diarrésjukdomar, tarmcancer, nervskador och malabsorptionssjukdomar. Kroniska sjukdomar som multipel skleros, Parkinsons sjukdom, stroke och demens kan leda till avföringsinkontinens.
Beroende på orsak varierar behandlingen. För att hantera symtomen används antingen inkontinensskydd, som exempelvis analpropp, blöja, öppna skålformade skydd och analtampong. För att styra symtomen, kan lavemang och transanal irrigation vara sätt att tömma tarmen inför tex aktiviteter där man inte vill drabbas av plötslig avföringsinkontinens.